# Howell Hansel
Howell Hansel (Raccoon Township, ottobre 1871 – New York, 5 novembre 1917) è stato un regista statunitense.

## Biografia
Nato nell'Indiana, Howell Hansel iniziò la sua carriera cinematografica nel 1913, dirigendo il suo primo film per una piccola compagnia indipendente. L'anno successivo, passò a lavorare alla Thanhouser Film Corporation, per cui diresse uno dei suoi più grandi successi, il serial The Million Dollar Mystery, interpretato dalla diva della casa, Florence La Badie.
Nella sua carriera, durata quattro anni, diresse ventisette pellicole. Fu anche sceneggiatore di due film, nel 1914 e nel 1915.

## Filmografia
La filmografia è completa. Quando manca il nome del regista, questo non viene riportato nei titoli.

### Regista
- Ben Bolt (1913)
- A Woman's Loyalty - cortometraggio (1914)
- A Dog of Flanders - cortometraggio (1914)
- The Million Dollar Mystery - serial (1914)
- Zudora, co-regia di Frederick Sullivan - serial (1914)
- A Hatful of Trouble (1914)
- The Language of the Dumb - cortometraggio (1915)
- A Man of Iron (1915)
- The Road o' Strife (1915)
- Such Things Really Happen - cortometraggio (1915)
- Colonel Carter of Cartersville (1915)
- Horrible Hyde (1915)
- Tillie's Tomato Surprise (1915)
- Weighed in the Balance (1916)
- Truth Crushed to Earth  (1916)
- The Weaker Strain, regia di Lawrence B. McGill (1916)
- The Tight Rein (1916)
- The Tangled Web (1916)
- The Silent Shame (1916)
- The Lost Paradise - cortometraggio (1916)
- The Irony of Justice (1916)
- The Goad of Jealousy (1916)
- Sold Out (1916)
- Beyond Recall (1916)
- A Trial of Souls (1916)
- The Deemster (1917)
- The Long Trail (1917)

### Sceneggiatore
- Lucy's Elopement (1914)
- Colonel Carter of Cartersville, regia di Howell Hansel (1915)